# ドラえもんの派生作品
ドラえもんの派生作品（ドラえもんのはせいさくひん）では、藤子・F・不二雄の漫画『ドラえもん』を元にした、原作者以外の手による派生作品をまとめる。ただし、いわゆる公式とされる作品を対象とし、同人による作品は含まない。
藤子・F・不二雄以外の者が執筆あるいは制作した『ドラえもん』派生作品については研究が進んでおらず、検証可能な資料も不足しているため、すべての派生作品をこの記事で網羅しているわけではない。
藤子・F・不二雄以外の者が執筆あるいは制作した『ドラえもん』および『ドラえもん』派生作品の多くは、作者名義の表記方法が以下の2つに大別される（例外もある）。
- 漫画執筆者名（「まんが：――」あるいは「作画：――」表記）とともに「原作：藤子・F・不二雄」とクレジットされる作品
- 漫画執筆者名が単独でクレジットされる作品

この記事では、原作者名を併記している作品については原作者名を省略し、漫画執筆者名を「――（漫画執筆者名）作画」と表記する。漫画執筆者名を単独でクレジットしている作品は「――（漫画執筆者名）作」と表記する。

## 漫画

### 学習まんが
以下の作品の他、絶版の本など膨大な量の作品がある。刊行中。
- 小学館版まんがドラえもん人物日本の歴史
- ドラえもんのびっくり日本の歴史
- ドラえもん宿題解決シリーズ
- ドラえもんふしぎ探検シリーズ
- 学習まんがドラえもんからだシリーズ
- ドラえもんの学習シリーズ
- ドラゼミドラネットブックス

### 百科、事典系の漫画
ドラえもん百科
方倉陽二作。『コロコロコミック』No.1（1977年5月15日号）からNo.36（1981年4月号）まで連載。単行本は『ドラえもん百科』〈てんとう虫コミックス〉全2巻、1979年発行。
最新ドラえもんひみつ百科
三谷幸広作画。『月刊コロコロコミック』1996年4月号から1999年5月号まで連載。単行本は全2巻。
決定版ドラえもん大事典
いそほゆうすけ作画。書き下ろし。小学館〈ビッグ・コロタン 88〉より2001年7月10日発行。ISBN 4-09-259088-1
ドラえもん ひみつどうぐ百科
田中道明作画。『小学一年生』に2007年4月号より連載中。題は連載開始時は『おしえて! ドラえもん まんがひみつどうぐ百か』、2008年9月号より『ドラえもん ひみつどうぐ百か』、2009年4月号より『ドラえもん ひみつどうぐ百科』になっている。コミックス第1巻は『ドラえもん まんがひみつ道具百科』と改題して小学館〈小学館カラーワイド〉より2009年3月31日発売（発行日の明記なし）。ISBN 978-4-09-112370-1

### 攻略ヒントコミック
ファミコンまんが ドラえもんの大冒険
田中道明作。『小学三年生』1986年2月号付録『ファミコンドラえもん完全(秘)必勝本』に収録。
攻略まんが 魔界・海底編
田中道明作。『ドラえもん ギガゾンビの逆襲 まんが版 ファミコン攻略ブック』（小学館〈ワンダーライフスペシャル〉、1990年10月10日発行）に収録。ISBN 4-09-104166-3
攻略まんが パート2 地底・古代編
田中道明作。『ドラえもん ギガゾンビの逆襲 まんが版 ファミコン攻略ブック』に収録。
ゲームコミック FC（ファミコン）ドラえもん〈ギガゾンビの逆襲〉
『小学五年生』1990年11月号付録。たかや健二作。
マンガ攻略パート1 ドラえもん のび太の町攻略の巻
田中道明作。『エポック社公式ガイドブック ドラえもん のび太と妖精の国』（小学館〈ワンダーライフスペシャル〉、1993年3月10日発行）に収録。ISBN 4-09-102422-X
マンガ攻略パート2 ドラえもん 妖精の国攻略の巻
田中道明作。『エポック社公式ガイドブック ドラえもん のび太と妖精の国』に収録。
攻略マンガ ドラえもん 夢どろぼうと7人のゴザンス
たかや健二作。『ドラえもん 夢どろぼうと7人のゴザンス メガドライブ公式ガイドブック』（小学館〈ワンダーライフスペシャル〉、1993年4月20日発行）に収録。
ドラえもん のび太のトイズランド大冒険 攻略まんがパート1
たかや健二作。『エポック社公式ガイドブック ドラえもん2 のび太のトイズランド大冒険』（小学館〈ワンダーライフスペシャル〉、1994年1月10日発行）に収録。ISBN 4-09-102464-5
ドラえもん のび太のトイズランド大冒険 攻略まんがパート2
たかや健二作。『エポック社公式ガイドブック ドラえもん2 のび太のトイズランド大冒険』に収録。
攻略まんが ドラえもん のび太と時の宝玉
田中道明作。『エポック社公式ガイドブック ドラえもん3 のび太と時の宝玉』（小学館〈ワンダーライフスペシャル〉、1995年1月10日発行）に収録。ISBN 4-09-102494-7
ドラえもん のび太と月の王国 攻略まんが
いそほゆうすけ作。『エポック社公式ガイドブック ドラえもん4 のび太と月の王国』（小学館〈ワンダーライフスペシャル〉、1996年1月10日発行）に収録。ISBN 4-09-102526-9
攻略ヒントコミック ドラえもん のび太と3つの精霊石
三谷幸弘作。『エポック社公式ガイドブック ドラえもん のび太と3つの精霊石』（小学館〈ワンダーライフスペシャル〉、1997年5月10日発行）に収録。ISBN 4-09-102581-1
攻略ヒントコミック ドラえもん2 のび太と光の神殿
三谷幸弘作。『エポック社公式ガイドブック ドラえもん2 のび太と光の神殿』（小学館〈ワンダーライフスペシャル〉、1999年1月10日発行）に収録。ISBN 4-09-102672-9
攻略ヒントコミックス ドラえもん3 のび太の町SOS!
三谷幸弘作。『エポック社公式ガイドブック ドラえもん3 のび太の町SOS!』（小学館〈ワンダーライフスペシャル〉、2000年9月1日発行）に収録。ISBN 4-09-102854-3
攻略ヒントコミックス ドラえもん3 魔界のダンジョン
三谷幸弘作。『エポック社公式ガイドブック ドラえもん3 魔界のダンジョン』（小学館〈ワンダーライフスペシャル〉、2001年1月10日発行）に収録。ISBN 4-09-102880-2
攻略ヒントコミックス ドラえもん 緑の惑星 ドキドキ大脱出!
三谷幸弘作。『エポック社公式ガイドブック ドラえもん 緑の惑星 ドキドキ大脱出!』（小学館〈ワンダーライフスペシャル〉、2001年7月10日発行）に収録。ISBN 4-09-102898-5

### 映画関連漫画
ドラえもん 新☆のび太の宇宙開拓史 超まんが外伝
ドラえもん 新・のび太と鉄人兵団 〜はばたけ 天使たち〜 超特別編
ドラえもん のび太の南極カチコチ大冒険 ギャグ編

### 代筆
藤子・F・不二雄存命中に、代わりの者が『ドラえもん』の題で発表した漫画作品の一覧。
藤子・F・不二雄がネームを担当し、たかや健二が代筆した作品は、藤子・F・不二雄作品とみなされるためここでは扱わない。
『ドラえもん』「大じゃたいじのまき」
方倉陽二作画。『てれびくん』1977年5月号付録『てれびくんコミックス』に掲載。
『ドラえもん』「スーパーカーのまき」
方倉陽二作画。『てれびくん』1977年7月号付録『てれびくんコミックス』に掲載。
『ドラえもん』「クイズにちょう戦しよう!」
方倉陽二作画。『小学二年生』1977年7月号付録『小二コミック』に掲載。
『ドラえもん』「海へ行きたいよ! のまき」
しのだひでお作画。『てれびくん』1977年9月号付録『てれびくんコミックス』に掲載。
『ドラえもん』「とんだクリひろいのまき」
しのだひでお作画。『てれびくん』1977年10月号付録『てれびくんコミックス』に掲載。
『ドラえもん』「マジックハンガーのまき」
しのだひでお作画。『てれびくん』1978年1月号付録『てれびくんコミックス』に掲載。
『ドラえもん』「かぜピストルのまき」
しのだひでお作画。『てれびくん』1978年3月号付録『てれびくんコミックス』に掲載。
『ドラえもん』（サブタイトルなし）
さとうかずひろ作。実際は誤って藤子不二雄名義で掲載された。『幼稚園』1978年12月号に掲載。
『ドラえもん』（サブタイトルなし。アオリは「かるがもさん、こんにちは。」）
さとう光作画。『よいこ』1987年9月号に掲載。
『ドラえもん』「ドラえもんの桃太郎」
たかや健二作、藤子・F・不二雄監修。『小学二年生』1990年9月号付録『小二わくわくコミック ドラえもん』に掲載。

### その他の漫画
スーパーゲームコミック RPGドラえもん
小野寺紳脚本、三谷幸広作画。『ドラえもんクラブ』第1号から第4号まで連載され、単行本化の際に第1章「のび太出動! ドラえもん緊急事態!!」が書き下ろされた。小学館〈ワンダーライフゲームコミックス〉より1995年1月15日発行。ISBN 4-09-174061-8
ぼく! ミニドラえもん
萩原伸一作画。『月刊コロコロコミック』1998年5月号から1998年8月号まで、および1999年5月号に連載。ドラえもんの代わりにミニドラが活躍する。
ドラベース ドラえもん超野球外伝
むぎわらしんたろう作。『月刊コロコロコミック』にて2000年9月号から2011年10月号まで連載された。コミックス第1巻は小学館〈コロコロドラゴンコミックス〉より2001年5月25日発行。ISBN 4-09-142851-7
ドラえもん 新聞のできるまで
むぎわらしんたろう作画。『北日本新聞』2006年7月26日朝刊に付属。
ドラえもんひみつ道具スペシャル ミニドラにおまかせ!
岡田康則作画。『コロコロイチバン!』にて第1号（『月刊コロコロコミック』2005年5月号増刊）から第18号（『月刊コロコロコミック』2008年3月号増刊）まで連載（第8号および第12号は休載）。「ドラえもんひみつ道具スペシャル」という副題は、コミックスでは表紙にのみ使用している。コミックスは小学館〈コロコロドラゴンコミックス〉より2008年3月4日発行。ISBN 978-4-09-140549-4
ドラえもん なぜなに探検隊
岡田康則作画。『コロコロイチバン!』にて第19号（『月刊コロコロコミック』2008年5月号増刊）から2012年4月号まで連載。コミックスは全2巻。
ドラミちゃん
いそほゆうすけ作画。『ぴょんぴょん』1990年7月号から1991年6月号連載。
ドラえもんの発明教室
しのだひでお作画。コロコロコミック全2巻刊行。
ドラえもんの空飛ぶ車いす
さとう光作画。ドラえもんやのび太たちが、車椅子生活を強いられる少女のために、一緒に遊ぶため知恵を絞る物語。車椅子の障害者が日常の生活で感じる不便さ、健常者が障害者と共に生活するための知識が、漫画で表現されている。東京都の公益財団法人「共用品推進機構」による『ドラえもんの車いすの本』に収録。
もっと教えて!ドラえもん（朝から!ドラえもん）
むぎわらしんたろう作画。『朝日新聞』2014年4月から毎月1回掲載。

## 絵物語・絵本・紙芝居
のび太と雲の王国 完全ビジュアル版イラストストーリー
藤子プロ作。『ドラえもん のび太と雲の王国』連載時は藤子の体調不良のためラスト2回が描かれず、藤子プロによる絵物語として『月刊コロコロコミック』1992年2月号から3月号連載。
えほん のび太の恐竜
渡辺歩作（絵）。『映画ドラえもん のび太の恐竜2006』同作DVD Discスペシャル版に絵本として付属。DVDには映像版の「うごくえほん」を収録。2011年にiPad向け電子絵本アプリ「うごく絵本 のび太の恐竜」として配信。
美夜子さんの物語
寺本幸代作（絵）。『映画ドラえもん のび太の新魔界大冒険 〜7人の魔法使い〜』同作DVD Discスペシャル版に絵本として付属。DVDには映像版の「うごくえほん」を収録。
まじんのいないまほうのランプ
渡辺歩作（絵）。てんとう虫コミックス・カラー作品集第3巻収録同タイトル作品の紙芝居化。東北地方太平洋沖地震後、宮城県と岩手県の避難所で上演（声はテレビアニメ第2作第2期声優による録音）。また、ドラえもん公式サイト「ドラえもんチャンネル」でも公開された。
クルトのクリスマスプレゼント
寺本幸代作（絵と文）。『映画ドラえもん のび太のひみつ道具博物館』のスピンオフショートストーリー。同作Blu-ray Discスペシャル版付属のブックレットに掲載。

## 小説
大長編ドラえもん「のび太の宇宙開拓史」外伝 コーヤコーヤ星物語
笹木輦作。画は芝山努。1994年刊行の雑誌「ドラえもんクラブ」第3号掲載。
大長編ドラえもん「のび太の魔界大冒険」外伝 美夜子の魔法戦記（マジカルウォーズ）
笹木輦作。画は芝山努。1994年刊行の雑誌「ドラえもんクラブ」第4号掲載。
小説版ドラえもん のび太と鉄人兵団（ISBN 978-4-092-89726-7）
瀬名秀明作。『ドラえもん のび太と鉄人兵団』のノベライズ作品。小学館より2011年2月25日発行。2022年3月4日に文庫判（ISBN 9784094071269）発行。
小説 映画ドラえもん のび太の宝島
涌井学作。『ドラえもん のび太の宝島』のノベライズ作品。小学館より2018年2月2日に小学館ジュニア文庫版（ISBN 9784092312173）、2月6日に文庫版（ISBN 9784094064919）発行。
小説 映画ドラえもん のび太の月面探査記
辻村深月作。『ドラえもん のび太の月面探査記』のノベライズ作品。小学館より2019年2月7日に四六版（ISBN 9784093865296）・ジュニア文庫版（ ISBN 9784092312760）発行。2022年3月4日に文庫判（ISBN 9784094071252）発行。
ルカの地球探査記
辻村深月作。小説扉絵は岡野慎吾。『ドラえもん のび太の月面探査記』のスピンオフ短編小説。同映画作品のBlu-ray Discプレミアム版付属のブックレットに掲載。その後2022年3月4日に刊行された『小説 映画ドラえもん のび太の月面探査記』文庫判収録。
小説 映画ドラえもん のび太の新恐竜
涌井学作。『ドラえもん のび太の新恐竜』のノベライズ作品。小学館より2020年2月6日に新書判（ISBN 9784092313200）・文庫判（ISBN 9784094067385）発行。
小説 STAND BY ME ドラえもん
山崎貴作。『STAND BY ME ドラえもん』のノベライズ作品。小学館より2020年10月30日に新書判（ISBN 9784092313453）、同年11月6日文庫判（ISBN 9784094068382）発行。
小説 STAND BY ME ドラえもん 2
山崎貴作。『STAND BY ME ドラえもん 2』のノベライズ作品。小学館より2020年10月30日に新書判（ISBN 9784092313460）、同年11月6日文庫判（ISBN 9784094068399）発行。
小説 映画ドラえもん のび太の南極カチコチ大冒険（ISBN 9784092313965）
白井かなこ作。『ドラえもん のび太の南極カチコチ大冒険』のノベライズ作品。小学館より2021年11月26日に新書判発行。
小説 映画ドラえもん のび太の宇宙英雄記（ISBN 9784092314030）
福島直浩作。『ドラえもん のび太の宇宙英雄記』のノベライズ作品。小学館より2022年1月28日に新書判発行。
小説 映画ドラえもん のび太の宇宙小戦争2021（ISBN 9784092313576）
福島直浩作。『ドラえもん のび太の宇宙小戦争2021』のノベライズ作品。小学館より2022年2月4日に新書判発行。当初は2021年2月5日に発売予定であったが、映画の公開延期により発売も1年延期となった。
小説 映画ドラえもん のび太と奇跡の島 アニマルアドベンチャー（ISBN 9784092314269）
白井かなこ作。『ドラえもん のび太と奇跡の島 〜アニマル アドベンチャー〜』のノベライズ作品。小学館より2022年8月26日に新書判発行。
小説 映画ドラえもん のび太の人魚大海戦（ISBN 9784092314399）
涌井学作。『ドラえもん のび太の人魚大海戦』のノベライズ作品。小学館より2022年12月16日に新書判発行。
小説 映画ドラえもん のび太と空の理想郷（ISBN 9784092314467）
福島直浩作。『ドラえもん のび太と空の理想郷』のノベライズ作品。小学館より2023年2月3日に新書判発行。
小説 映画ドラえもん のび太と緑の巨人伝（ISBN 9784092314702）
涌井学作。『ドラえもん のび太と緑の巨人伝』のノベライズ作品。小学館より2023年11月22日に新書判発行。
小説 映画ドラえもん のび太の地球交響楽（ISBN 9784092314771）
内海照子作。『ドラえもん のび太の地球交響楽』のノベライズ作品。小学館より2024年2月2日に新書判発行。
小説 映画ドラえもん のび太のひみつ道具博物館（ISBN 9784092314979）
福島直浩作。『ドラえもん のび太のひみつ道具博物館』のノベライズ作品。小学館より2024年10月25日に新書判発行。
小説 映画ドラえもん のび太の絵世界物語（ISBN 9784092315044）
伊藤公志作。『ドラえもん のび太のひみつ道具博物館』のノベライズ作品。小学館より2025年2月7日に新書判発行。

## アニメ

### テレビアニメ
『ドラえもん』のテレビアニメシリーズは、「漫画・ドラえもん本編のアニメ化」であり、「ドラえもんの派生作品（スピンオフ）」と表現すると語弊がある。ただし、原作漫画が存在しないアニメオリジナル作品の中にはスピンオフ的な内容のものも存在する。

### 特別番組
ドラえもん・ヨーロッパ鉄道の旅
1983年10月18日にテレビ朝日で放映。アニメ（第2作第1期）と実写の合成による。原作者藤子不二雄とドラえもん・のび太が共演。

### 幻のテレビ番組企画
1972年頃、うしおそうじ主宰のピー・プロダクション制作、フジテレビをキー局とした実写版が企画されており、うしおによる手書きの企画書が存在している。この際にドラえもんの声優として挙がっていたのが、奇しくも大山のぶ代だった。大山の起用は、先に出演した『ハリスの旋風』での演技を見込まれてのことだった。既に高山良策によりドラえもんの着ぐるみまで試作されていたものの、諸事情で実現はされなかった。
映画ファンの藤子の要望として『ドラえもん』実写化というのはある程度念頭にあった。その映画ではドラえもんはコンピュータグラフィックス(CG)だといわれていたが、後にCMフィルムで何度か実写化は実現している。トヨタ自動車（2011年頃、ReBORNシリーズ）やソフトバンク（2020年頃）では、ドラえもんは人間として演じられている。

### 知育DVD
知育DVD。アニメはテレビアニメ第2作2期シリーズのキャラクターデザイン、声優などを使用している。
- 『ドラえもんといっしょ てあそびいっぱい』ISBN 978-4-09-910881-6
- 『ドラえもんといっしょ まほうでABC』ISBN 978-4-09-910882-3
- 『ドラえもんといっしょ うたってあいうえお』ISBN 978-4-09-910883-0
- 『ドラえもんといっしょ ABCでハイキング』ISBN 978-4-09-910884-7
- 『ドラえもんといっしょ ドラミちゃんとできるかな』ISBN 978-4-09-910885-4
- 『ドラえもんといっしょ うたおうかず・かたち』ISBN 978-4-09-910886-1

### プラネタリウム
ドラえもんとさがそう 宇宙のともだち
「エデュティメントプラネタリウム」を冠したプラネタリウム番組。1999年から2000年に日本各地のプラネタリウム設置施設で投影した。企画はバンダイ、製作は五藤光学研究所。
ある日、のび太は宇宙人ピレオネと出会い、もてなしを受けるが、ジャイアンやスネ夫は信じようとしない。そこでドラえもん、のび太、しずかは、その宇宙人を探しに宇宙船に乗って宇宙へ出かける。「生命のある星とは何か」を調べつつ、星の世界で冒険するという内容。
ドラえもん 宇宙ふしぎ大探検
2009年6月6日ごろから日本各地のプラネタリウム設置施設で投影する。制作は一口坂スタジオ。
宿題で星について調べることになったのび太が、裏山でスネ夫の望遠鏡を使い天体観測するうちに興味が深まり、ドラえもんに頼んでハワイのすばる望遠鏡で観測する。そこで見た遠い宇宙の光景に惹かれたのび太たちは、宇宙船で宇宙へ飛び出し、もしもボックスを使って宇宙を冒険する。
ドラえもん 宇宙ふしぎ大探検2 〜太陽系のひみつ〜
2013年製作。シリーズ第2弾。
ドラえもん 宇宙ふしぎ大探検3 〜地球のふしぎ〜
2017年製作。シリーズ第3弾。
ドラえもん 宇宙の模型
2024年の夏に投影された。のび太たちがひみつ道具を使って宇宙旅行をするストーリー。

### その他のアニメ
ドラえもん 出た!! ドラえもんの巻
テレビアニメ第1作のパイロット版 1972年製作
ドラえもん 勉強部屋のつりぼり
テレビアニメ第2作第1期のパイロット版 1978年製作
ドラえもん めいさく劇場
「一休さん」など。1993年4月から10月にかけて、テレビアニメ第2作1期の番組内で放送した。
ドラえもん のび太と未来ノート
1994年制作
SF（すこしふしぎ）シアター
2013年7月19日から10月6日まで東京タワーで開催の『生誕80周年記念 藤子・F・不二雄展』で展示された日本初の室内型4Dプロジェクションマッピング映像。藤子・F・不二雄の仕事場からタイムマシンで不思議な旅をする。2014年3月29日から5月18日まで福岡アジア美術館開催時でも展示された。
ジャイアンリサイタル 　ワールドツアー
『100%ドラえもん&フレンズ展』で展示されたオリジナル短編アニメーション。
- 香港版：2024年7月13日から8月18日まで香港会場で上映される（広東語吹替版）、未公開（日本語版）
- 中国版：2025年3月29日から5月5日まで上海会場で上映される（上海版・中国語吹替版）、2025年6月20日から8月31日まで広州会場で上映される（上海版・中国語吹替版）
- タイ版：2025年5月1日から7月20日までバンコク会場で上映される（タイ語吹替版）
- 台湾版：2025年6月28日から10月6日まで台北会場で上映される（台北版・台湾華語吹替版）

### 教育用音楽ソフト
かけ算九九のうた
作詞・楠部工 補作詞・ばばすすむ 作曲・編曲・菊池俊輔 うた／小原乃梨子
アニメ第2作第1期と同じ作曲家の菊池俊輔による作曲。出演は小原乃梨子（のび太）のみ。
ドラえもん九九のうた
学習カセット 小学館 CJS-11186
作詞：児島正比古 作曲・編曲：赤坂東児 歌：大山のぶ代（ドラえもん）
ドラえもん（大山のぶ代）のみ出演。歌というよりは音程のないセリフで、ドラえもんが九九を読み上げる。変イ長調。媒体はカセットテープ。
ドラえもん CD教科書 かけ算九九のうた
企画・監修：小学館 発売：ポニーキャニオン CD 2000年9月20日発売
作詞：児島正比古 作曲・編曲：赤坂東児 歌：大山のぶ代（ドラえもん）（未クレジット：小原乃梨子（のび太））
ドラえもん（大山のぶ代）、のび太（小原乃梨子）が出演。ドラえもんは冒頭と最後のみ出演でほとんどはのび太による。これも歌というよりは音程のないセリフで、のび太が読み上げる。各段の終わりには「はいクリアー」（ララド♯ーミーレー）とメロディを歌う。ニ長調（冒頭のイントロ部分はイ長調）。媒体はCD。
newドラえもん九九のうた
企画・監修：小学館 発売：ポニーキャニオン CD POCG-90069 2011年8月27日発売
歌：水田わさび（ドラえもん）

## 音声媒体

### インターネットラジオ
パーソナリティはドラえもん（水田わさび）と野比のび太（大原めぐみ）。
ドラジオ
正式名称は『ドラえもん☆スーパー・レディオ・ステーション「ドラジオ」』。『ドラえもん のび太の新魔界大冒険 〜7人の魔法使い〜』の公式サイトで配信した。「ドラえもん史上初のインターネットラジオ番組」としている。
1. 2007年2月16日配信「アフレコ収録ウラ話 など」
2. 2007年3月2日配信「完成披露試写会レポート など」
3. 2007年3月23日配信「最後!? はリスナーズ・デイ」

ドラチャン★ドラヂオ
正式名称は『ドラえもん スーパーレディオステーション「ドラチャン★ドラヂオ」』。
1. 2007年6月15日配信「オールナイト★ジャイアン!?」（ゲスト：ジャイアン）
2. 2007年8月31日配信「のび太・夏休みの宿題大ピンチ!」
3. 2007年11月9日配信「ウェルカムしずかちゃん!」（ゲスト：しずか）
4. 2007年12月26日配信「師走SP! 主役はのび太ママ!?」（ゲスト：のび太のママ）
5. 2008年7月18日配信「宇宙とつながっちゃった!? SP!!!」
6. 2009年1月1日配信「パパと『あけましてドラえもん』!」（ゲスト：のび太のパパ）
7. 2009年4月1日配信「『スネチャン★スネヂオ』スタート!?」（ゲスト：スネ夫）
8. 2010年9月3日配信「ドラえもんバースデーSP!」
9. 2012年7月13日配信「映画2013がやってくる!」（『ドラえもん のび太のひみつ道具博物館』特集）
10. 2012年9月3日配信「ドラえもんの生まれた日」
11. 2012年12月28日配信「しずかちゃんの乙女心♡」（ゲスト：しずか）
12. 2013年2月8日配信「映画スペシャル! ○○が盗まれた!!」（『ドラえもん のび太のひみつ道具博物館』特集）

えいがチャン★ドラヂオ
『ドラえもん のび太と緑の巨人伝』の公式サイトで配信した。正式名称は『ドラえもん スーパーレディオステーション「えいがチャン★ドラヂオ」』。ゲストは映画特別出演者の堀北真希、三宅裕司、有田哲平や、主題歌を歌った絢香。
1. 2008年3月7日配信「完成披露試写会スペシャル!」
2. 2008年3月下旬配信「大人限定! 公開収録ドラヂオ!!」

映画チャン★ドラヂオ 2009
『ドラえもん 新・のび太の宇宙開拓史』の公式サイトで配信した。正式名称は『ドラえもん スーパーレディオステーション「映画チャン★ドラヂオ 2009」』
1. 映画感想スペシャル!

映画チャン★ドラヂオ 2010
『ドラえもん のび太の人魚大海戦』の公式サイトで配信した。正式名称は『ドラえもん スーパーレディオステーション「映画チャン★ドラヂオ 2010」』。
1. 2010年3月12日配信「完成披露試写会スペシャル!」

映画チャン★ドラヂオ 2011
『ドラえもん 新・のび太と鉄人兵団 〜はばたけ 天使たち〜』の公式サイトで配信した。正式名称は『ドラえもん スーパーレディオステーション「映画チャン★ドラヂオ 2011」』。ゲストはピッポ（小林由美子）・リルル（沢城みゆき）。
1. 2010年2月25日配信「映画完成スペシャル!」

映画チャン★ドラヂオ 2012
『ドラえもん のび太と奇跡の島 〜アニマル アドベンチャー〜』の公式サイトで配信した。正式名称は『ドラえもん スーパーレディオステーション「映画チャン★ドラヂオ 2012」』。ゲストはダッケ（野沢雅子）。
映画チャン★ドラヂオ 2013
『ドラえもん のび太のひみつ道具博物館』の公式サイトで配信した。正式名称は『ドラえもん スーパーレディオステーション「映画チャン★ドラヂオ 2013」』。ゲストは『のび太のひみつ道具博物館』映画応援団長を務めた松岡修造。
映画チャン★ドラヂオ 2014
『ドラえもん 新・のび太の大魔境 〜ペコと5人の探検隊〜』の公式サイトで配信した。正式名称は『ドラえもん スーパーレディオステーション「映画チャン★ドラヂオ 2014」』。ゲストはペコ（小林ゆう）。
1. 2014年3月14日配信「ドラえもん&のび太がペコをゲストに爆笑トーク!」

## コンピュータゲーム

### 家庭用据置型ゲーム機

#### ファミリーコンピュータ用ソフト
- ドラえもん（1986年12月13日発売/ハドソン）
- ドラえもん ギガゾンビの逆襲（1990年9月14日発売/エポック社）

#### PCエンジン用ソフト
- ドラ・茶魔・四駆郎のスロットゲーム（非売品/ハドソン）
  - 1989年開催の第5回ハドソン全国キャラバン内で使用されたイベント用ソフト『ハイテク王国』に収録されたミニゲームのひとつ。『おぼっちゃまくん』の御坊茶魔、『ダッシュ!四駆郎』の日ノ丸四駆郎と共演したスロットマシンゲーム。
- ドラえもん 迷宮大作戦（1989年10月31日発売/ハドソン）
  - ドラえもんの一般販売ゲームソフトとしては初のPCエンジン用ソフト。敵を撃破する方法が悉く残酷で『ドラえもん』の世界観にそぐわず、現代ではまずコンプライアンス上『ドラえもん』のゲームソフトとしては発売できない内容となっている。
- ドラえもん のび太のドラビアンナイト（Hu-CARD版1991年12月6日発売、CD-ROM版1992年5月29日発売/ハドソン）

#### スーパーファミコン用ソフト
- ドラえもん のび太と妖精の国（1993年2月19日発売/エポック社）
- ドラえもん2 のび太のトイズランド大冒険（1993年12月17日発売/エポック社）
- ドラえもん3 のび太と時の宝玉（1994年12月16日発売/エポック社）
- ドラえもん4 のび太と月の王国（1995年12月15日発売/エポック社）

#### PlayStation用ソフトほか
- ドラえもん のび太と復活の星（PlayStation版1996年2月16日発売、セガサターン版同年3月15日発売、復刻版1998年12月3日発売/エポック社）
- ドラえもん2 SOS!おとぎの国（1997年2月21日発売、復刻版1999年11月2日発売/エポック社）
- ドラえもん3 魔界のダンジョン（2000年12月14日発売、復刻版2002年4月4日発売/エポック社）
- キッズステーション ドラえもん ひみつのよじげんポケット（2001年11月29日発売/バンダイ）

#### NINTENDO64用ソフト
- ドラえもん のび太と3つの精霊石（1997年3月21日発売/エポック社）
- ドラえもん2 のび太と光の神殿（1998年12月11日発売/エポック社）
- ドラえもん3 のび太の町SOS!（2000年7月28日発売/エポック社）

#### Nintendo Switch用ソフト
- ゲームドラえもん のび太の月面探査記（2019年2月28日発売/フリュー）
- ドラえもん のび太の牧場物語（2019年6月13日発売/バンダイナムコエンターテインメント）
- ゲームドラえもん のび太の新恐竜（2020年3月5日発売/フリュー）
- ドラえもん 学習コレクション（2021年2月4日発売/小学館）
- ゲームドラえもん のび太の宇宙小戦争 2021（2022年3月4日発売/フリュー）
- ドラえもん のび太の牧場物語 大自然の王国とみんなの家（2022年11月2日発売/バンダイナムコエンターテインメント）
- ドラThink のび太のわくわく頭脳アドベンチャー（2023年1月26日発売/小学館）
- ドラえもんのどら焼き屋さん物語（2024年発売予定/カイロソフト）
  - スマートフォン、PCにも対応。

#### 家庭用据置型その他のゲーム機用ソフト
- ドラえもん（1983年発売/機種：アルカディア/バンダイ）
- ドラえもん（1985年12月発売/機種：スーパーカセットビジョン/エポック社）　※キャッチフレーズ「のび太のタイムマシン大冒険」
- ドラえもん 夢どろぼうと7人のゴザンス（1993年3月26日発売/機種：メガドライブ/セガ）
- ドラえもん 友情伝説ザ・ドラえもんズ（1995年4月7日発売/機種：3DO/小学館）
- ぼくドラえもん（2001年1月25日発売/機種：ドリームキャスト/セガトイズ）
- ドラえもん みんなで遊ぼう!ミニドランド（2003年7月18日発売/機種：ニンテンドー ゲームキューブ/エポック社）
- ドラえもんWii ひみつ道具王決定戦!（2007年12月6日発売/機種：Wii/セガ）

### 家庭用携帯型ゲーム機

#### ゲームボーイ用ソフト
- ドラえもん 対決ひみつ道具!!（1991年3月1日発売/エポック社）
- ドラえもん2 アニマル惑星伝説（1992年12月14日発売/エポック社）
- ドラえもんのスタディボーイ1 小一こくご かん字（1996年5月頃発売/小学館）
- ドラえもんのスタディボーイ2 小一さんすう けいさん（1996年5月頃発売/小学館）
- ドラえもんのスタディボーイ3 九九マスター（1996年12月頃発売/小学館）
- ドラえもんのスタディボーイ4 小二国語 かん字（1997年6月頃発売/小学館）
- ドラえもんのスタディボーイ5 小二算数 計算（1997年6月頃発売/小学館）
- ドラえもんのスタディボーイ6 学習漢字マスター1006（1998年頃発売/小学館）
- ドラえもんカート（1998年3月20日発売/エポック社）
- ドラえもんのGAME BOYであそぼうよデラックス10（1998年11月27日発売/エポック社）

#### ゲームギア用ソフト
- ドラえもん ノラのすけの野望（1993年4月29日発売/セガ）
- ドラえもん ワクワクポケットパラダイス（1996年4月26日発売/セガ）

#### ゲームボーイカラー対応ソフト
- ドラえもんカート2（1999年3月12日発売/エポック社）
- ドラえもん あるけあるけラビリンス（1999年7月23日発売/エポック社）
- ドラえもんメモリーズ のび太の想い出大冒険（2000年3月10日発売/エポック社）
- ドラえもん きみとペットの物語（2001年3月16日発売/エポック社）

#### ゲームボーイカラー専用ソフト
- ドラえもんのクイズボーイ（2000年4月28日発売/小学館）
- ドラえもんのスタディボーイ 九九ゲーム（2000年12月20日発売/小学館）ISBN 4-09-906040-3
- ドラえもんのスタディボーイ 学習漢字ゲーム（2001年1月12日発売/小学館）ISBN 4-09-906024-1
- ドラえもんのクイズボーイ2（2002年10月4日発売/小学館）
- ドラえもんのスタディボーイ かんじのよみかきマスター（2003年7月18日発売/小学館）ISBN 4-09-906025-X
  - ゲームボーイ最後のゲームソフトでもある。

#### ゲームボーイアドバンス用ソフト
- ドラえもん 緑の惑星ドキドキ大脱出!（2001年4月27日発売/エポック社）
- ドラえもん どこでもウォーカー（2002年3月29日発売/エポック社）

#### ワンダースワン用ソフト
- ポケットの中のDoraemon（2001年5月24日発売/バンダイ）

#### ニンテンドーDS用ソフト
- ドラえもん のび太の恐竜2006 DS（2006年3月2日発売/セガ）
- ドラえもん のび太の新魔界大冒険DS（2007年3月8日発売/セガ）
- ドラえもん のび太と緑の巨人伝DS（2008年3月6日発売/セガ）
- かいておぼえる ドラがな（2008年11月27日発売/セガ）

#### ニンテンドー3DS用ソフト
- ドラえもん のび太と奇跡の島 〜アニマルアドベンチャー〜（2012年3月1日発売/フリュー）
- ドラかず のび太のすうじ大冒険（2012年7月19日発売/小学館）
- ドラえもん のび太のひみつ道具博物館（2013年3月7日発売/フリュー）
- ドラちえ ミニドラ音楽隊と7つの知恵（2013年11月14日発売/小学館）
- ドラえもん 新・のび太の大魔境 〜ペコと5人の探検隊〜（2014年3月6日発売/フリュー）
- ドラえいご のび太と妖精のふしぎコレクション（2014年11月20日発売、ハッピープライスセレクション2016年3月17日発売/小学館）
- ドラもじ のび太の漢字大作戦（2015年2月26日発売/小学館）
- ドラえもん のび太の宇宙英雄記（スペースヒーローズ）（2015年3月5日発売/フリュー）
- かいておぼえる ドラがな（2015年11月12日発売/小学館）
- ドラえもん 新・のび太の日本誕生（2016年3月3日発売/フリュー）
- ドラえもん のび太の南極カチコチ大作戦（2017年3月2日発売/フリュー）
- ドラえもん のび太の宝島（2018年3月1日発売/フリュー）

### オンラインゲーム
- ドラえもんチャンネル（2002年開設/2017年リニューアル/藤子プロ）
ドラえもんチャンネル内のドラえもん専用のゲームを収容したサイト。PC用のブラウザゲーム。リニューアル後はタブレット端末（スマートフォン含む）対応。
  - タイトル一覧（2002年からリニューアルまで）
ドラえもんトランポリンゲーム、ドラえもんマラソンゲーム、ドラえもんエアホッケーゲーム、ドラえもん どらやきパクパクゲーム、ドラえもん金魚すくいゲーム、オールスター☆キャラクターズゲーム、ドラえもん ドット！消しちゃおうゲーム、ジャイアンみわくのリサイタルゲーム、ドラえもん ネズミをやっつけろ！ゲーム、ドラえもんボウリングゲーム、野比家ハワイ旅行ゲーム、のび太の「うらめしや〜」ゲーム、まいごの「ピー助」をさがせ!! ゲーム、シンクロまちがいさがしゲーム、おざしきつりぼりゲーム、ドラはねくん!!、のび太の未来アルバムゲーム、飛んで！ドラ★で★カイト、ミチビキエンゼルの超ハイパー占い、ドラドラ絵あわせゲーム、ドラDORAジャンケン、ひみつ道具コレクションクイズ、ドラえもん爆走ラリー、ドラえもんクイズマラソン、コミック3択クイズ、ほか
  - タイトル一覧（2017年のリニューアルから）
にげろ!!のび太くん!、コロガルボール、絵合わせゲーム、スライドパズル、もぐらねずみ たたき、栗まんじゅう ふきとばしゲーム、ドラえもん まちがいさがしゲーム、ドラチャン てんコミ探偵団 入団テスト

### 携帯電話ゲーム
- ドラステパーク（2005年リニューアル/藤子プロ）
  - 携帯電話サイトがいくつか開設されているが「ドラえもんステーション」内のドラステパークにて、のび太の西部の星、直感☆ドラえもんスタジオがプレイ可能。
- ドラえもんプラネット（2010年配信/藤子プロ）
  - スマートフォン用のサイト。ミニゲームアプリが配信。ケータイサイト「ドラえもんステーション」で走ったドラマラソンのデータも引き継ぎできる。
- バイバイン （2010年配信/フォネックス・コミュニケーションズ）
  - iOS用のアプリ。App Storeにてダウンロード。
- アンキパン（2010年配信/フォネックス・コミュニケーションズ）
  - iOS用のアプリ。App Storeにてダウンロード。
- ドラえもんホッコリ〜ナ（2012年配信/DeNA、ロボット）
  - Mobage。SNSのうちのひとつの一般的にいうならばソーシャルゲーム。
- ドラえもん なんでも修理大作戦（2013年配信/Animoca）
  - AndroidとiOS用のアプリ。Google PlayとApp Storeにてダウンロード。
- ドラえもんおやこでリズムパッド（2014年配信/スマートエデュケーション）
  - AndroidとiOS用のアプリ。Google PlayとApp Storeにてダウンロード。
- ぷちドラゼミ知育アプリ タイムふろしき（2015年配信/小学館集英社プロダクション、ピコトン）
  - AndroidとiOS用のアプリ。Google PlayとApp Storeにてダウンロード。
- ドラえもん ガジェット ラッシュ（2015年配信/Animoca）
  - AndroidとiOS用のアプリ。Google PlayとApp Storeにてダウンロード。
- ちょいちょい ドラえもん（2018年配信/ロボット）
  - AndroidとiOS用のアプリ。Google PlayとApp Storeにてダウンロード。
- ドラえもん パズルdeリゾートメーカー（2024年配信予定/サクプラス）
  - AndroidとiOS用のアプリ。Google PlayとApp Storeにてダウンロード。

#### コラボレーション
- モンスターストライク（2013年配信/XFLAG)
  - 2015年に「ドラえもん のび太の宇宙英雄記」とのコラボレーションイベントを開催。以降、2020年まで毎年劇場版とのコラボレーションイベントが行われていた。
- グランブルーファンタジー（2014年配信/Cygames）
  - 2021年12月にコラボレーションイベントを開催。
- ぷよぷよ!!クエスト（2013年配信/セガネットワークス)
  - 2022年2月に「ドラえもん　 のび太の宇宙小戦争 2021」とのコラボレーションイベントを開催。

### 電子ゲーム

#### プッシュアップタイプFL
- どこでもドラヤキドラえもん（1983年発売[16]/バンダイ）
  - ドットイートゲームの一種。ドラえもんが好物のドラヤキを食べながら迷路を進み、500点ごとにのび太からお茶をもらう。

#### LCD
- ドラえもん のび太の恐竜
  - ドラえもんが飛来するプテラノドンをかわしながら、ドラミが投げる恐竜の卵を受け取り、それをのび太に渡すというゲーム[17]。
- ドラえもん のび太の大魔境
  - 王宮の窓から飛び降りるクンタック王子を、ドラえもんがミニトランポリンで受け止め、それをのび太に渡すというゲーム。5回失敗するとゲームオーバーだが、500点取るごとに失敗が1回帳消しになる[17]。
- ドラえもん のび太と鉄人兵団
  - 飛来する鉄人兵団をドラえもんが空気砲で迎撃するというゲーム。たまにのび太が右端に現れてドラやきをくれ、取るとボーナス[17]。
- ドラえもん のび太の I Love しずかちゃん（1987年発売[16]/エポック社）
  - ♥の形に具現化したのび太の愛を、ドラえもんがしずかの元へと運ぶというゲーム。ジャイアンの歌声が行く手を阻む[16]。
- ドラえもん のび太のドラヤキやさん（1991年発売[16]/エポック社）
  - のび太がウェイターになり、できたてのドラヤキを客席へ運ぶというゲーム[16]。

#### LCD PAL
- パクパクドラえもん（1989年12月発売/エポック社）
  - ドラえもんがネズミから逃げながらドラやきを拾っていくというゲーム。スモールライトを取るとネズミが5秒間全滅する[17]。
- ドラえもん のび太のパラレル西遊記（1989年発売）
  - 妖怪（金閣、銀閣、妖怪コウモリ、羅刹女）の攻撃をかわしつつ山頂まで進み、牛魔王を倒すというゲーム。ドラえもんは剣やコウモリホイホイ銃で、のび太悟空は如意棒で戦う[17]。
- ドラえもん のび太の日本誕生[17]
- ドラえもん ブリキの迷宮[17]

#### ANIMEST
- ドラえもんのドラヤキハウス（1983年発売[16]/ポピー）
  - 野比家に散らばるドラヤキを、ネズミをよけながら集めていくというゲーム。階移動には階段ではなくはしごを用いる[16]。
- 急げ! ドラえもん（ポピー）
  - 雲の上にいるのび太を、スネ夫が操縦するラジコン飛行機の猛攻から救うべく、ドラえもんが空気ブロックせいぞう機を使って空まで助けに行くというゲーム[16]。

#### トリプルイン用ソフト
- ドラえもん しずかちゃんを探せ（エポック社）
- ドラえもん サッカーやろうよ（エポック社）
- ドラえもん のび太の海底鬼岩城（エポック社）

#### その他電子ゲーム
- ドラえもん おもしろさんかくタイムマシン（1980年発売/ポピー）
  - 三角柱の形をしたゲーム機。過去、現在、未来の3つの面を逃げ回るのび太を助けるべく、忙しく回転させながらドラえもんが追いかけるという内容[16]。
- ドラえもんの冒険迷路（1987年発売[16]/エポック社）
  - 迷路に閉じ込められたのび太、しずか、ジャイアン、スネ夫を救い出し、ピリカ帝国の将軍を倒し、破壊装置を止めるという内容。ドラえもんの姿を模したLCDゲーム機[17]。

### ピコ

#### キッズコンピュータ・ピコ用ソフト
- ドラえもん のびたとまいごのきょうりゅう（1993年6月26日発売）
- ドラえもん のびたのまちなかドキドキたんけん!（1994年5月1日発売、10th Anniversary2003年8月1日発売）
- クイズにチャレンジ! ドラえもん（1994年12月15日発売）
- ドラえもん タイムマシンで大冒険（1995年10月25日発売）
- ドラえもん のびたとひみつどうぐをみつけよう!（1997年発売）
- ドラえもん ようちえんはたのしいな（1997年5月15日発売、ベストセレクションシリーズ2004年2月24日発売）
- ドラえもん えんそく・いもほり・うんどうかい（1997年9月12日発売、10th Anniversary2003年9月11日発売）
- ドラえもん よめたよ・かけたよ ひらがな カタカナ（1999年8月30日発売）
- ドラえもん かぞえて・かんたん かず とけい（2001年9月14日発売）
- ドラえもん えいごであそぼう ABC（2002年7月22日発売）
- ドラえもん 知育あそびドラランド（2003年7月16日発売）

#### ピコ姉妹機用ソフト
- ドラえもん のびたのどうぶつランド（1996年7月29日発売/さわってピコ）
- いつでもいっしょ ドラえもん（1999年12月中旬発売[8]/いっしょにピコ）
- いっしょにうたおう! ドラえもん わくわくカラオケ（うたってピコ）

#### ぱそピコ
- ドラえもん のびたのまちなかドキドキたんけん!（1998年6月26日発売、説明扉付きスリムパッケージ版2006年3月17日発売）[18]
- ドラえもん のびたとひみつどうぐをみつけよう!（1999年11月30日発売、説明扉付きスリムパッケージ版2006年3月17日発売）[19]
- ドラえもん のびたとまいごのきょうりゅう（2000年12月8日発売）[20]
- ドラえもん タイムマシンで大冒険（2001年12月14日発売）[21]

#### アドバンスピコ・ビーナ用ソフト
- ドラえもん たのしく おけいこ ひらがな・カタカナ（2005年11月4日発売）
- ドラえもん たのしい えんせいかつ ようちえん・ほいくえん（2006年3月25日発売）
- ドラえもん 知能大開発! わくわくゲームランド（2006年10月28日発売）
- ドラえもん わくわく世界一周ゲーム あそんでおぼえる地図・国旗（2010年4月1日発売）

### テレビパソコン
- ドラえもん テレビパソコン（エポック社）
- ドラえもん 超脳力ゲームコレクション（2004年10月25日発売/エポック社）
  - スーパーテレビパソコン用別売りカートリッジ
- ドラえもん スーパーテレビパソコン（2006年3月18日発売/エポック社）
- ドラえもん エキサイトピンポン（2006年6月3日発売/エポック社）
  - スーパーテレビパソコン用別売りカートリッジ

### 体感ゲーム
- ドラえもん こえでドカン!わくわくくうきほう!!（2002年11月発売/エポック社）
- どこでもドラえもん 日本旅行ゲームDX 体感!どこドラグランプリ（2005年7月30日発売/エポック社）
- ドラえもん 超脳力あいうえお図鑑（2006年3月18日発売/エポック社）
- ドラえもん 体感タケコプター! 〜空とぶ大冒険〜（2006年9月30日発売/エポック社）
- ドラえもん うごく!おえかき（2007年6月23日発売/エポック社）
- ドラえもん 太鼓あいうえお図鑑（2010年6月19日発売/エポック社）

### ドラタイプ
- ドラタイプ（2000年12月発行/小学館）ISBN 4-09-906061-6
- ドラタイプ 2（2001年11月30日発行/小学館）ISBN 4-09-906062-4
- 英語でドラタイプ Win版（2003年11月発行/小学館）ISBN 4-09-906063-2

### ドラネットキッズ
- ドラネットキッズ ドラえもんのちえあそび 〜ちえとしつけ〜（2002年12月20日発売/小学館）
- ドラネットキッズ ドラえもんとかたちであそぼう 〜かたち〜（2002年12月20日発売/小学館）
- ドラネットキッズ ドラえもんとことばであそぼう 〜もじことば〜（2002年12月20日発売/小学館）
- ドラネットキッズ ドラえもんとかずであそぼう 〜かず〜（2002年12月20日発売/小学館）
- ドラネットキッズ 幼稚園 はじめてのおけいこ 〜ことば・かず・ちえ〜（2004年12月15日発売/小学館）

### アミューズメントマシン
- 親子でてれびでんわ ドラえもん（バンプレスト）
- ジャイアントドラえもん（バンプレスト）
- ドラえもん SUPERてれびでんわ（バンプレスト）
- ドラえもん大冒険（バンプレスト）
- ドラえもんのゲームライド（バンプレスト）
- にこにこドラえもん（バンプレスト）
- ドラえもん南海大冒険（バンプレスト、ホープ）
- ドラえもん ジャンケン大会（エポック社）
- ドラえもんの運転だいスキ（エポック社）
- ドラえもんのじゃんけんるーれっと（エポック社）
- ドラえもんのどこでもドア（セガ）
- ドラえもんはたあげ（ジャレコ）
- ジャンボドラえもん（ナムコ）

#### メダルゲーム
- ドラえもん SOS!いたずらネズミをやっつけろ!!（バンプレスト）
- ドラえもんくるりんポケット（エポック社）
- ドラえもんのスロット（エポック社、サンソフト開発）

### 発売中止のゲームソフト
- ドラえもん2 （ハドソン、1987年発売予定だったが中止/機種：ファミリーコンピュータ）
- ドラえもん のび太のドキドキ! おばけランド （エポック社、1996年初めに発売予定だったが中止/機種：バーチャルボーイ）

## その他の関連商品
- 「ドラえもん Sound Track History〜菊池俊輔 音楽集〜」 （CD・オリジナルサウンドトラック・BGM・効果音・音楽） 音楽：菊池俊輔
- 「ドラえもん・ザ・ロボット」 （バンダイから2004年3月27日発売）
- 「ドラえもん 各ビデオ作品」 （発売元：小学館、販売元：ポニーキャニオン、東宝）
- 「アンキパンをモチーフとした学習用小型端末」 （タカラから発売予定）
- 「ドラチャリ」 （小学館プロダクション）
- 「JR北海道781系特急電車・ドラえもん海底列車（鉄道模型・Nゲージ）」 （マイクロエース）
- 「ドラえもん・四次元ポケットクリップケース」（小学館プロダクション）
- 「ドラえもん3Dウィジェット」（Yahoo!ウィジェット）

## 着ぐるみ作品

### ミュージカル
ドラえもんのたから島たんけん
1981年1月11日公演。好評を博し236日間に渡るロングラン公演となった。製作は劇団はかせ。
ドラえもん のび太の恐竜
「ドラベンチャーミュージカル」の第1弾。
1994年7月日本公演。
『叮噹音樂劇の大雄的恐龍』のタイトルで、1995年4月1日〜10日に香港紅磡体育館で上演した。
『小叮噹音樂舞台劇「大雄的恐龍」』のタイトルで、1996年2月23日〜3月1日に台湾で上演した。
ドラえもん のび太の海底鬼岩城
「ドラベンチャーミュージカル」の第2弾。
1995年7月日本公演。
『叮噹音樂劇の大雄的海底鬼岩城』のタイトルで、1997年5月16日〜18日、32日〜25日に香港紅磡体育館で上演した。

### キャラクターショー
のび太の生まれた日
「ドラえもん・オン・ステージ」第1弾。
2000年11月19日にアピタ佐原東店にて上演したほか、日本各地で上演した。
ドラえもんに休日を
「ドラえもん・オン・ステージ」第2弾。
2000年11月23日に日本モンキーパークにて上演したほか、日本各地で上演した。
ザ・ドラエティショー
「ドラえもん・オン・ステージ」第3弾。
2000年11月26日にサビア横芝店にて、2004年10月31日にマルイファミリー志木にて上演したほか、日本各地で上演した。
『多啦A夢音樂劇2006 – Live in Hong Kong』のタイトルで、2006年5月2日〜5日に香港で上演した。
ドラえもんの街でメリークリスマス!
2002年12月1日〜25日に「ドラえもん海底ワールド」にて上演した、クリスマス特別ステージショー。青函トンネル吉岡海底駅構内の「ドラえもんの街」を舞台にしている。
ドラえもんの街でハッピーニューイヤー!
2003年1月4〜19日に「ドラえもん海底ワールド」にて上演した。お正月の装いになった「ドラえもんの街」を舞台にしている。
青函トンネル開業15周年記念 in ドラえもん海底ワールド
2003年3月21日〜4月6日に「ドラえもん海底ワールド」にて上演した、15周年記念ステージショー。
ドラえもん 四次元ポケットがいっぱい
「ドラえもんショー」第1弾。2003年5月5日ごろ〜2004年10月17日ごろ、日本各地で上演した。失った四次元ポケットやスペアポケットを巡る客席参加型のドラマ。
ドラがのび太で、のび太がドラで!? 〜ねずみなんかこわくない〜
「ドラえもんショー」第2弾。2004年6月6日ごろ〜2005年3月19日ごろ、日本各地で上演した。
ドラえもんの宝島たんけん
日本国内では2005年8月12日に、『愛・地球博』長久手会場 グローバル・コモン4「EXPOドーム」にて、2回に分けて上演した。このほか日本国外でも上演している。物語の内容は、空き地で発見した地図をもとに宝探しの冒険に出る、というもの。ドラえもん役声優が大山から水田へ交代してから初めての作品。題名はロゴでは「ドラえもん 宝島たんけん」としているが、呼称は「ドラえもんの宝島たんけん DORAEMON’s great adventure」とすることもあり、「ドラえもんの宝島たんけん」が適切だと判断した。
ドラえもんポケットバラエティー ドラドラじゃんけんぽん
「ドラえもんショー」第3弾。2005年8月14日ごろ〜2007年8月4日ごろ、日本各地で上演した。舞台は約30分3本立てで、「音楽イモでジャイアンハラハラリサイタルの巻」「しずかちゃんを上手に描きたくて… ペットペンの巻」「ハッスルネジ巻きでドラドラじゃんけんぽんの巻」と進行した。
ドラえもん ドラやきがいっぱい!
「ドラえもんショー」第4弾。2007年8月14日ごろ〜12月25日ごろに日本各地で、2009年3月8日にイオン綾川ショッピングセンターで上演した。物語の内容は、ひみつ道具を使ってどら焼きを大量に複製し、それが騒動を生むというもの。
ドラえもん お祭りパニック
「ドラえもんショー」第5弾。2008年4月27日ごろ〜2009年3月28日ごろ、日本各地で上演した。空き地で祭りが行われる日、テストで0点を取って落胆するのび太を見たドラえもんが、元気付けようとして出した「ムードもりあげ楽団」。それが思わぬ騒動を起こす、という内容の物語。
スペース☆ドラベンチャー ふしぎな星のなかまたち
2008年7月25日〜8月10日に、東京ドームシティ・ミーツポート内・JCBホールの特設コーナー「ドラえもん スペース☆ドラベンチャー 宇宙の宝をさがしだせ!」にて上演されたライブショー。「ドラベンチャー・ライブステージ」とも呼ばれる。
ドラえもん ふしぎな星のなかまたち
ファミリーステージショー。2009年7月より全国公演スタート、2010年度まで上演される予定。「スペース☆ドラベンチャー ふしぎな星のなかまたち」に似るが、こちらは全国各地で上演する。第1部「ドラえもん ふしぎな星のなかまたち」（約45分間）と第2部「ドラえもんとあそぼう! とび出せびっくりボックス」（約25分間）の2部構成。第1部は宇宙のどこかにあるという「ふしぎな星」を舞台にする、友情をテーマにした冒険物語。第2部は物語性のない参加型ショーで、びっくりボックスから飛び出すゲームを楽しむという内容。
ドラえもん のび太のレスキュー隊
「ドラえもんショー」第6弾。2009年3月7日ごろ〜2010年1月4日ごろ、日本各地で上演した。のび太がドラえもんとレスキュー隊を結成し、「神様ロボット」を使って活躍するという内容。

## 演劇
舞台版 ドラえもん のび太とアニマル惑星
『ドラえもん のび太とアニマル惑星』の演劇化作品。2008年7月19日〜9月14日に、沖縄、熊本、北九州、神戸、名古屋、東京の順に公演した。

## 企業の宣伝・広告やキャラクター
イラストや動画のドラえもんがそのまま登場するもの以外では、以下のような例がある。
- トヨタ自動車は2011年、実写版ドラえもんをジャン・レノが演じるテレビコマーシャルを放映した[36]。
- 森ビルは2014年にオープンした虎ノ門ヒルズのキャラクターとして「トラのもん」を使用しており、各種グッズも販売している。ドラえもんと違い色は白で、耳がついている[37][38]。

## ドローンショー
- 香港「100%ドラえもん＆フレンズ展」ドラえもんドローンショー（広東語版）

世界初のドラえもんドローンショー、香港チムサーチュイのアベニューオブスターズ周辺で開催されました。第1回は2024年5月25日が開催されました、7月20日に第2回が再演されました。
- 台湾国際バルーンフェスティバル ドラえもんドローンショー